# Huguenotes
Os huguenotes eram religiosos protestantes franceses que mantiveram a tradição reformada (calvinista) do protestantismo. O termo, que pode ser derivado do nome de um líder político suíço, o burgomestre genebrino Besançon Hugues (1491-1532), era de uso comum em meados do século 16. Huguenot foi frequentemente usado em referência aos da Igreja Reformada da França da época da Reforma Protestante. Em contraste, as populações protestantes do leste da França, na Alsácia, Mosela e Montbéliard, eram principalmente luteranas.
Em sua Enciclopédia do Protestantismo, Hans Hillerbrand escreveu que, na véspera do massacre de São Bartolomeu, em 1572, a comunidade huguenote representava até 10% da população francesa. Em 1600, declinou para 7-8%, e foi reduzido ainda mais no final do século após o retorno da perseguição sob Luís XIV, que instituiu as dragonnades para converter protestantes à força, e então finalmente revogou todos os direitos protestantes em seu Édito de Fontainebleau de 1685.
Os huguenotes estavam concentrados nas partes sul e oeste do Reino da França. À medida que os huguenotes ganhavam influência e exibiam mais abertamente sua fé, a hostilidade católica crescia. Uma série de conflitos religiosos se seguiram, conhecidos como as Guerras Religiosas Francesas, travadas intermitentemente de 1562 a 1598. Os huguenotes eram liderados por Jeanne d'Albret; seu filho, o futuro Henrique IV (que mais tarde se converteria ao catolicismo para se tornar rei); e os príncipes de Condé. As guerras terminaram com o Édito de Nantes de 1598, que concedeu aos huguenotes substancial autonomia religiosa, política e militar.
As rebeliões huguenotes na década de 1620 resultaram na abolição de seus privilégios políticos e militares. Eles mantiveram as disposições religiosas do Édito de Nantes até o governo de Luís XIV, que gradualmente aumentou a perseguição ao protestantismo até que ele emitiu o Édito de Fontainebleau (1685). Isso acabou com o reconhecimento legal do protestantismo na França e os huguenotes foram forçados a se converter ao catolicismo (possivelmente como Nicodemitas) ou fugir como refugiados; eles estavam sujeitos a violentas dragonnades. Luís XIV afirmou que a população huguenote francesa foi reduzida de cerca de 900 000 ou 800 000 adeptos para apenas 1 000 ou 1 500. Ele exagerou o declínio, mas as dragonnades foram devastadoras para a comunidade protestante francesa. O êxodo dos huguenotes da França criou uma fuga de cérebros, já que muitos deles haviam ocupado lugares importantes na sociedade.
Os huguenotes restantes enfrentaram perseguição contínua sob Luís XV. Na época de sua morte, em 1774, o calvinismo havia sido quase eliminado da França. A perseguição aos protestantes terminou oficialmente com o Édito de Versalhes, assinado por Luís XVI em 1787. Dois anos depois, com a Declaração Revolucionária dos Direitos do Homem e do Cidadão de 1789, os protestantes ganharam direitos iguais como cidadãos.

## Etimologia
A origem do termo é controversa. Uma das hipóteses é que tenha sido criado pelos franceses, em alusão a Hugues Besançon, líder político suíço, que chefiava o partido pró-independência de Genebra, hostil a Carlos III, duque de Savoia. O biógrafo de Calvino, Bernard Cottret, afirma que "huguenote" vem de "confederados" (em francês "Eidguenot", derivado do suíço-alemão Eidgenossen, termo que designava as cidades e cantões helvéticos partidários da Reforma). Na Genebra do século XVI havia uma rivalidade interna entre os "mamelucos", que eram conservadores e se orientavam favoravelmente ao Ducado de Saboia, e os "confederados" ou Eidguenotes, que eram mais progressistas e enveredaram pelo protestantismo.

## História

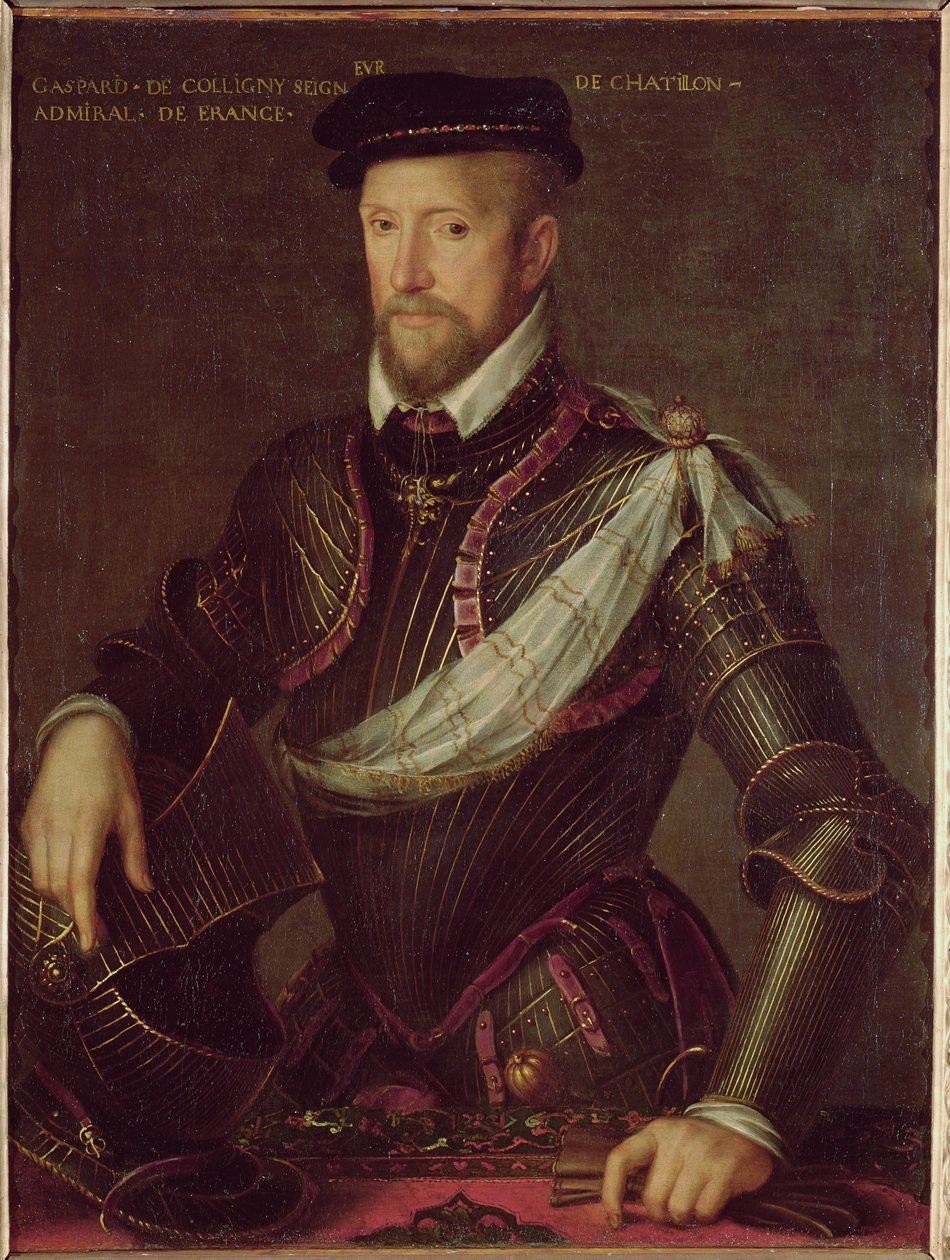
Gaspar II de Coligny, líder huguenote.

O Protestantismo francês iniciou-se com o reformador protestante Jacques Lefevre, que iniciou suas pregações em 1514, portanto antes de Lutero. Depois que a Reforma tornou-se pública na Alemanha, atingiu também as massas francesas, principalmente a nobreza e os artesãos da classe média. Logo, os protestantes franceses passaram a seguir as orientações de João Calvino, reformador francês que fugiu para Genebra, Suíça.
O rei Francisco I da França tinha tendências humanistas e inicialmente tolerou os reformadores, influenciado por sua irmã Margarida de Angolema, nobre de espírito renascentista que flertava com o protestantismo.
Porém, devido ao Caso dos Cartazes (1534), quando calvinistas espalharam cartazes anticatólicos por toda a capital e chegaram ao conhecimento do rei, Francisco iniciou uma dura perseguição. 24 reformistas foram mortos seguidos de uma procissão que glorificava a Eucaristia católica, mostrando a postura mais rígida do monarca. O Édito de Fontainebleau (1540) foi o primeiro de uma série de éditos restringindo os direitos civis dos huguenotes, considerando-os hereges e promotores de alta traição contra Deus e a humanidade e condenando-os a tortura, extorsão de bens e morte. Esses éditos de perseguição geraram as guerras de religião. O Édito de Orléans de 1561 interrompeu a perseguição por alguns anos, e em 17 de Janeiro de 1562, o Édito de Saint-Germain reconheceu os seus direitos pela primeira vez.
As guerras religiosas em França começaram com um massacre de 63 huguenotes em Vassy a 1 de Março de 1562. Em 1572, milhares de huguenotes foram mortos no massacre da noite de São Bartolomeu, com estimativa média de 30 mil vítimas, havendo estimativas mais exageradas como a de 70 mil mortos concedida pelo sobrevivente Maximilien de Béthune, duque de Sully. A maior delas é a concedida pelo arcebispo de Paris, Hardouin de Péréfixe de Beaumont (1606-1671), dando um número de 100 mil mortos.

Discutindo sobre a estimativa de Péréfixe, Guillaume Félic diz:
Esse último número é exagerado, mas apenas se considerarmos os que sofreram uma morte violenta. Mas se adicionarmos aqueles que morreram de miséria, fome, sofrimento, velhos abandonados, mulheres desabrigadas, crianças sem pão, - todos os miseráveis cuja vida foi encurtada graças a essa grande catástrofe, veremos que a estimativa de Peréfixe está abaixo da realidade. Se pesarmos todas as circunstâncias de São Bartolomeu (...) devemos estar convencidos que é o maior crime da Era Cristã, visto que a invasão dos góticos e vândalos, as vésperas sicilianas, o extermínio dos albigenses, os horrores da Inquisição, os assassinatos dos espanhóis no Novo Mundo, atrozes como são, não mostram o mesmo grau de violação de todas as leis, divinas e humanas.
No ano seguinte receberam a anistia. A quinta guerra santa contra os Huguenotes começou a 23 de Fevereiro de 1574 e a perseguição continuou periodicamente até 1598, quando o rei Henrique IV emitiu o Édito de Nantes autorizando aos protestantes a liberdade religiosa e direitos idênticos aos dos católicos.

## Huguenotes no Brasil
No dia 7 de março de 1557 chegou à Baía de Guanabara um grupo de Huguenotes, como parte do reforço pedido pelo católico Nicolas Durand de Villegagnon. Entre as causas apontadas para o fracasso deste estabelecimento francês aprontam-se as disputas religiosas, sendo os franceses derrotados por uma armada portuguesa em 1560.

## Perseguição e dispersão
Luís XIV começou a perseguir os protestantes outra vez, levando muitos à fuga. Ele revogou o Édito de Nantes (supostamente irrevogável) em 1685, tornando o protestantismo ilegal no Édito de Fontainebleau. Depois disto, muitos Huguenotes fugiram para os países protestantes vizinhos, especialmente para a Prússia, cujo rei Frederico Guilherme I (Friedrich Wilhelm) era calvinista (fora educado na Holanda) e lhes deu boas-vindas, na esperança de reconstruir o seu país depauperado pela guerra e despovoado. Muitas das palavras de origem francesa no vocabulário alemão (por exemplo: Portemonaie - porta-moedas - ou Enquete - inquérito) foram introduzidas por estes novos elementos da sociedade da Prússia. Muitos destes novos compatriotas foram alojados em Berlim e nas proximidades.
Em 31 de Dezembro de 1687, um grupo de Huguenotes velejou desde a França em direção ao Cabo da Boa Esperança, na África do Sul, onde implantaram a cultura da uva e a produção do vinho. A África do Sul é hoje um dos principais produtores de vinho fora da Europa.
Muitos fugiram para as treze colônias britânicas na América do Norte. Entre eles contava-se um artífice chamado Apollos Rivoire, que mudou o seu nome para Paul Revere e cujo filho, também chamado Paul Revere, foi um famoso líder da revolução americana.
Shoreditch, uma zona de Londres, tornou-se a casa para muitos dos refugiados huguenotes na Inglaterra. Eles deram fomento à indústria da tecelagem na zona de Spitalfields.
A fábrica de cerveja de Truman surgiu em 1724, apesar de ser então conhecida como Black Eagle Brewery nessa altura.
Muitos Huguenotes fugiram da cidade francesa de Tours, o que acabou por significar a ruína das grandes fábricas de seda que eles tinham construído ali. Alguns deles trouxeram os seus talentos para benefício da Irlanda do Norte, onde foram responsáveis pela fundação da grande indústria do linho irlandesa.

## Le Chambon-sur-Lignon
Durante a Segunda Guerra Mundial, a população de Le Chambon-sur-Lignon, no sul da França, na sua maioria constituída por huguenotes, forneceu abrigo e refúgio para 3 a 5 mil judeus. O pastor Andre Trocme foi o líder da comunidade neste esforço. Ele e trinta e quatro outros residentes da área foram reconhecidos pelo Museu Israelita Memorial do Holocausto Yad Vashem como "Justos entre as nações".